# 松江大学城

風景

松江大学城（しょうこうだいがくじょう）は、中華人民共和国上海市松江区に存在する学園都市。松江新城の一部を構成している。面積は533ha。

## 概要
北に佘山、南に松江新城の他地区が位置し、上海市中心部からは西方に35kmほどに立地している学園都市である。都市内には以下に示す七つの大学が所在している。
- 上海外国語大学
- 東華大学
- 上海視覚芸術学院
- 華東政法大学
- 上海対外経貿大学
- 上海立信会計金融学院
- 上海工程技術大学

## 区域

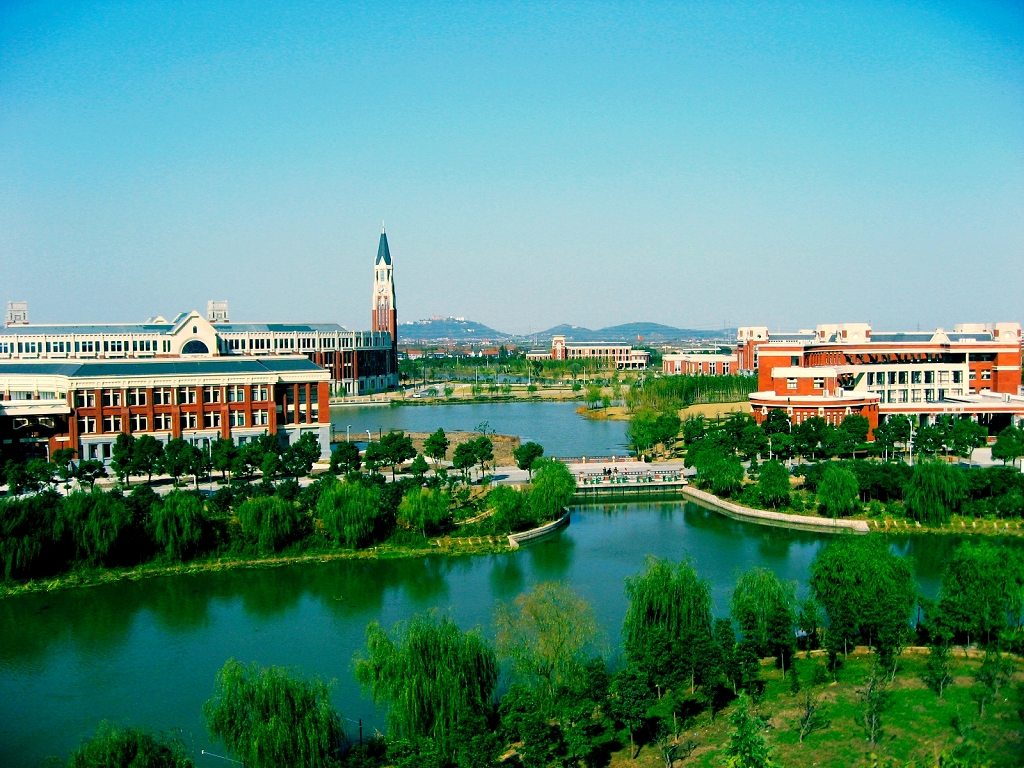
第四期学生宿舎24号棟7014号室からの景色

第四期学生宿舍

学生宿舎が六地区に分かれて存在しており、大学によってどの地区かが割り当てられている。
- 第一期: 主に上海対外経貿大学生、上海工程技術大学飛行学院男子学生
- 第二期: 主に東華大学生、上海外国語大学生
- 第三期: 主に上海工程技術大学生、上海対外経貿大学生
- 第四期: 主に上海工程技術大学生、上海立信会計金融学院生、上海視覚芸術学院生
- 第五期: 主に華東政法大学生
- 第五期B（俗に第六期とも）: 大規模宿舎にはなっていないものの、上海東方明珠置業が賃貸を行っている。入居者の多くは都市内の学生ではないが、華東政法大学の一部学生も居住している。

## アクセス
都市自体が大きいため、地区によってアクセスは異なる。上海軌道交通1号線の外環路駅、蓮花路駅、錦江楽園駅、あるいは上海軌道交通9号線の松江大学城駅が最寄となり、バスでアクセスする事となる。自動車では滬杭高速道路からアクセスする事が出来る。